# Marc Garneau
Marc Garneau (Québec, 23 febbraio 1949 – Montréal, 4 giugno 2025) è stato un astronauta e politico canadese.

## Biografia
Fu un astronauta della Canadian Space Agency. Partecipò alle missioni STS-41-G, STS-77 e STS-97 dello Space Shuttle, inoltre in altre missioni assunse il ruolo di Capsule communicator.
Dopo aver lasciato l'Agenzia Spaziale Canadese nel 2006, intraprese l'attività politica.